# Die schwarze Isabell
Die schwarze Isabell ist ein US-amerikanischer Abenteuerfilm aus dem Jahr 1952 von Ralph Murphy mit Louis Hayward und Patricia Medina in den Hauptrollen. Der Film wurde von Columbia Pictures produziert und basiert auf dem Roman Captain Blood Returns von Rafael Sabatini. Er ist eine lose Fortsetzung des 1935 von Michael Curtiz gedrehten Films Unter Piratenflagge.

## Handlung
Auf einer westindischen Insel führt der ehemalige Pirat Peter Blood ein ruhiges Leben als Arzt. Dass er gelegentlich die Verletzungen entlaufener Sklaven behandelt, beunruhigt seine Verlobte Doña Isabela und weckt das Interesse von Colonel Ramsey von den britischen Kolonialkräften. Der britische Kapitän Evans und Isabelas Cousin Don Ramon melden Gouverneur Carlyle, dass der Hafen von Cartagena im Kolumbien von einem Piratenschiff geplündert wurde, das angeblich von Peter angeführt wird. Carlyle, der von Ramseys Verdacht gegenüber Peter weiß, lässt ihn verhaften. Als Isabela zu Carlyle geht, um für Peter zu plädieren, erfährt sie, dass er wegen Piraterie vor Gericht steht. Sie erinnert Carlyle daran, dass Peter zur Piraterie gezwungen wurde, als er während der Rebellion in England fälschlich der Illoyalität beschuldigt und zur Sklaverei in Westindien verurteilt wurde, aber schließlich von der Krone vollständig begnadigt wurde. Da Carlyle ungerührt bleibt, sucht Isabela Peters ehemaligen Ersten Maat, Angus McVickers, auf und bittet ihn, Mitglieder der alten Mannschaft zusammenzutrommeln, um gemeinsam ihren ehemaligen Kapitän zu retten. Evans übernimmt die Leitung von Peters Abtransport von der Insel und befiehlt, ihn an Bord seines Schiffes Congo Queen in Ketten zu legen.
Am Abend kommt Isabela auf die Congo Queen, um Evans abzulenken, während Angus und seine Männer an Bord schlüpfen und die Mannschaft überwältigen. Nach ihrer Befreiung bringt Peter Isabela an Land und die Congo Queen sticht in See und nimmt Kurs auf die Tortugas. Während Peter Evans und seine Offiziere an Bord eines Skiffs mit Proviant bringt, trifft die Congo Queen auf ein anderes Piratenschiff, dessen Kapitän Peters alter Freund Tomas Velasquez ist. Peter ist neugierig auf die extravaganten Juwelen, die Tomas‘ Freundin Celeste trägt, und entdeckt, dass die Schmuckstücke aus Cartagena gestohlen und Celeste von Kapitän Easterling gegeben wurden, der laut Tomas den Überfall angeführt hat. Während Peter sich auf die Suche nach Easterling nach Martinique begibt, wird Isabela verhaftet, vor Gericht gestellt und in Portobelo ins Gefängnis gesteckt. Dort wartet sie auf die Verurteilung durch die spanischen Behörden wegen ihrer Verbindung mit Peter. Auf Martinique verkleidet sich Peter unterdessen als niederländischer Kaufmann, um Informationen von Easterlings Freundin Amanda, einer Tavernensängerin, zu erhalten. Easterling durchschaut jedoch Peters Verkleidung. Als Peter später Amandas Räume betritt, findet er sie ermordet vor. Easterling stellt Peter zur Rede. Als er Peters Identität und Mission erfährt, gesteht er, dass ein Franzose namens Coulevain aus Santo Domingo den Überfall auf Cartagena angeführt hat.
Peter gelingt die Flucht. Im Kampf erschießt Easterling einen Wachmann und wird verhaftet. Peter segelt nach Santo Domingo, wo er unter einer anderen falschen Identität Madame Duval aufsucht, um Coulevains Aufenthaltsort zu erfahren. Als er hört, dass Coulevain einen Arzt braucht, bietet er seine Dienste an, was Madame Duval von seiner wahren Identität überzeugt. In der Absicht, die für Peter ausgesetzte Belohnung zu erhalten, ruft Madame Duval die Hafenpolizei herbei und verrät ihn. Als Arzthelfer verkleidet kümmert sich Peter an Bord seines Schiffes um Coulevain. Als Peter Evans‘ Stimme in der Nähe hört, versteckt er sich und erfährt, dass Evans hinter Coulevains Überfall auf Cartagena steckt. Evans befiehlt nun dem Franzosen, den neu angekommenen spanischen Vizekönig anzugreifen und seine riesige Goldlieferung in Portobelo zu beschlagnahmen. Nach Evans Abreise muss Peter von Bord gehen, als er die Hafenpolizei auf dem Pier entdeckt. Als er Tomas‘ Schiff erreicht, plant Peter mit seinem Freund, sich als Militärberater des neuen spanischen Vizekönigs nach Portobelo einzuschleichen. Im Gefängnis bietet unterdessen Don Ramon Isabela eine vollständige Begnadigung an, wenn sie zustimmt, Peter zu einem Treffen zu locken, aber sie lehnt ab.
Zurück auf der Congo Queen kommt Peter mit seiner Mannschaft in Portobelo an. Als neuer Militärberater informiert Peter den Festungskommandanten, dass Piraten unterwegs sind, um das Gold des Vizekönigs zu erbeuten, und befiehlt, die Kanonen der Congo Queen an Land zu ziehen, um die kleineren Festungskanonen zu ersetzen. Zudem befiehlt er, die Congo Queen in der Hafeneinfahrt zu versenken. Evans trifft gegen Einbruch der Dunkelheit ein, nachdem er über Land gekommen ist, und enthüllt dem Vizekönig Peters Identität. Peter informiert den Spanier, dass Coulevain seinen Namen verwendet hat, dass aber in Wirklichkeit Coulevain und Evans die wahren Piraten sind. Kurz darauf kommt eine Nachricht von Coulevains Schiff an, die die Übergabe der Festung fordert und mit Peters Namen unterzeichnet ist. Evans tötet den Vizekönig, bevor dieser den Angriff beginnen kann, doch Peter übernimmt das Kommando. Eine spektakuläre Schlacht beginnt, Coulevains Schiff wird von der versenkten Congo Queen aufgehalten und befindet sich direkt in der Reichweite der Festungskanonen, sodass es schnell zerstört wird. Peter und Evans kämpfen gegeneinander. Evans stirbt, als er von den hohen Festungsmauern fällt. Peter und Isabela werden wieder vereint und nehmen, nachdem sie vollständig begnadigt wurden, ihre Hochzeitspläne wieder auf.

## Hintergrund
Gedreht wurde der Film vom Mitte August bis Anfang September 1951.
Frank A. Tuttle war für das Szenenbild zuständig, Jean Louis für die Kostüme. Musikalischer Direktor war Morris Stoloff.

## Synchronisation
| Rolle                 | Schauspieler    | Deutscher Synchronsprecher |
| --------------------- | --------------- | -------------------------- |
| Peter Blood           | Louis Hayward   | Paul Klinger               |
| Doña Isabela          | Patricia Medina | Carola Höhn                |
| Kpt. Evans            | John Sutton     | Ernst Fritz Fürbringer     |
| Angus McVickers       | Charles Irwin   | Werner Lieven              |
| Gvn. Carlyle          | Rex Evans       | Paul Dahlke                |
| Amanda                | Malú Gatica     | Grete Zimmer               |
| Tomas Velasquez       | George Givot    | O. E. Hasse                |
| Madame Duval          | Nina Koshetz    | Lina Carstens              |
| Col. Ramsey           | Lester Matthews | Klaus W. Krause            |
| Schwede               | Sven Hugo Borg  | Wolf Ackva                 |
| Seekadett             | David Hammond   | Hans Clarin                |
| Handlanger Coulevains | Peter Mamakos   | Arnold Marquis             |
| Coulevain             | Maurice Marsac  | Wolfgang Büttner           |
| Ägypter               | Jay Novello     | Harald Wolff               |
| Gen. Chavez           | Mario Siletti   | Klaus W. Krause            |

Anmerkung: Die kursiv geschriebenen Namen sind Rollen und Darsteller, die nicht im Abspann erwähnt wurden.

## Veröffentlichung
Die Premiere des Films fand am 27. August 1952 statt. In der Bundesrepublik Deutschland kam er am 28. August 1953 in die Kinos, in Österreich im März 1954.

## Kritiken
Der Filmkritiken-Aggregator Rotten Tomatoes hat in einer Auswertung ein Publikumsergebnis von 20 Prozent positiver Bewertungen ermittelt.
Das Lexikon des internationalen Films schrieb: „Seeräuber- und Liebesromantik in einem farbenprächtigen Abenteuerfilm.“